# Shunka Wakan - Il trionfo di un uomo chiamato Cavallo
Shunka Wakan - Il trionfo di un uomo chiamato Cavallo (Triumphs of a Man Called Horse) è un film del 1983 diretto da John Hough, con protagonista Richard Harris. Il film è il terzo e ultimo film della trilogia iniziata con Un uomo chiamato Cavallo (1970) e proseguita con La vendetta dell'uomo chiamato Cavallo (1976)

## Trama
L'inglese John Morgan, è diventato il capo dei Sioux con il nome Shunka Wakan che si oppone ai cercatori d'oro che invadono le Colline Nere violando i precedenti trattati. Dopo che viene ucciso, sarà suo figlio adottivo a vendicarlo.